# Eurosender
A Eurosender é um “freight forwarder” ou transitário de cargas com uma plataforma logística moderna que oferece serviços de transporte porta-a-porta para empresas e particulares. Fundada em 2014 pelo empresário esloveno Jan Štefe, a Eurosender rapidamente ganhou destaque no setor da logística. 
A empresa tem como objetivo simplificar o processo de envio, fornecendo uma plataforma digital com capacidades avançadas de automatização para reservar e gerir envios a nível global. Assim, empresas podem criar o seu próprio painel de controlo digital e aumentar o desempenho logístico. A Eurosender fornece serviços de envio de envelopes, encomendas e cargas.  
A sede da empresa está localizada no Luxemburgo, com um escritório adicional em Ljubljana, na Eslovénia, e opera a nível global, ligando os clientes a uma rede de fornecedores de logística de renome. 

## História
Tim Potočnik e Jan Štefe criaram um Sistema online que calcula automaticamente o preço final para o envio de encomendas. Este sistema escolhe a opção mais económica baseado em três parâmetros: a rota que as encomendas farão, o número de encomendas e respetivo peso. Em 2014, a primeira versão da plataforma foi criada, juntamente com os primeiros contratos com empresas de serviços de entregas.

## Expansão Internacional
A plataforma foi inaugurada em Maio de 2014. Os serviços oferecidos englobam países-membros da União Europeia. Com uma equipa e presença internacional, a Eurosender deseja se focar em marcados locais para melhor entender e servir as necessidades dos seus clientes. A empresa já esteve presente em várias conferências de imprensa de maneira a aumentar a sua visibilidade. Consequentemente, a Eurosender já recebeu o apoio de UKTI e de embaixadas Eslovenas em vários países.
Em 2017, a Eurosender selou contrato com Pošta Slovenije, uma das maiores empresas de serviços de entregas na Europa Central. Tal contrato permitiu a expansão dos serviços para a Bósnia e Herzegovina, Macedónia do Norte, Montenegro e Sérvia.

## Desenvolvimento da Empresa
Ao aderir a um dos mais prestigiados programas de aceleração na Europa, ProSiebenSat.1, em 2014 foi criada uma filial da empresa em Munique, o que permitiu uma maior otimização da rede de entregas na Europa Ocidental.
Um ano mais tarde, a empresa abriu um escritório em Londres, no grande acelerador Level39, localizado em Canary Wharf.
Em 2016, a Eurosender tornou-se alumni de RocketSpace, um campus para crescimento em São Francisco, onde corporações e startups se juntam para para criar ou reimaginar o futuro da empresa. Mais tarde nesse ano, a Eurosender abriu um novo escritório em Berlim.
A Eurosender já atraíu vários investidores de renome, como é caso de ProSiebenSat.1 Media SE e a ERGO.

## Serviços prestados
A Eurosender age como ponto de contacto entre os clientes e os vários prestadores de serviços de logística. Optimizada inicialmente para envio de encomendas simples, a Eurosender mais tarde começou a oferecer também outros tipos de serviços, como transporte de encomendas frete, como é o caso das paletes. Ao agregar um número elevado de encomendas, a Eurosender consegue negociar melhores preços com os prestadores de serviços de entregas. Por este motivo, os preços são beneficiais tanto para consumidores finais como para PMEs, startups e empresas que, como não têm um volume elevado de encomendas, não conseguem negociar melhores preços. A Eurosender também responde às necessidades de expatriados e de alunos a viver no estrangeiro, a bordo de programas de intercâmbio como é o caso do programa Erasmus).